# 余潔滢
余潔滢（1997年2月12日—），香港女模特兒，屬Jam Cast旗下天下一將士，2018年開始參與電視節目演出。其姊余香凝同為女藝人，然而二人的「滢」與「凝」字寫法各異。

## 簡歷
余潔滢就讀青年會書院，畢業於大專時裝設計副學士學位。受姊姊影響下，2015年起從事模特兒。2018年參與無綫電視綜藝節目《美女廚房》，擔任其中一位美女學徒，更於美女學徒畢業試中勝出成為美女學徒榮譽生。
2020年，余潔滢兩度參演ViuTV劇集，包括《黑市—全家覆》與《男排女將》。
2021年，余潔滢參與ViuTV節目《全民造星IV》，參賽者編號為10號。在Pre-rounding比賽，對手為她的好友黎美萱，表演項目為唱歌（告白），以2比1擊敗對方，進入60強，被編排在B組。60強比賽，她編排在B5組，演繹自選項目《我》和跳舞比拼《Dip》，輸給A1組，但未被淘汰，進入40強。40強比賽，團隊演繹自選項目《猜。情。尋》和指定歌曲《狂人日記》，輸給A5組，最後因導師被淘汰。

## 演出

### 電視劇（ViuTV）
- 2020年：《黑市》第12集 飾 Zoe
- 2020年：《男排女將》飾 張競安（安安）
- 2023年：《社內相親》飾 曾思敏（阿敏）

### 電視節目

#### 無綫電視
- 2018年：《美女廚房》美女學徒

#### 港台電視
- 2021年：《我煮場 Cooking Family》 第9至10集嘉賓

#### ViuTV
- 2021年：《晚吹 - 有酒今晚吹》嘉賓
- 2021年：《力圖打排球》
- 2021年：《全民造星IV》參賽者

#### HOY TV
- 2023年：《女遊日本》主持

## 外部連結
- 余潔滢的新浪微博
- 余潔滢的Facebook專頁
- 余潔滢的Instagram帳戶